# Dimmu Borgir
Dimmu Borgir (uitgesproken als "Diemmuu Borgier") is een blackmetalband uit Noorwegen. Dimmu Borgir werd in 1993 door Shagrath, Silenoz en Tjodalv opgericht. De naam van de band is afgeleid van een groot vulkanisch gebied op IJsland genaamd Dimmuborgir wat donker fort of grimmige stad betekent.
Het geluid van Dimmu Borgir wordt vooral gekenmerkt door de stem van Shagrath, invloeden van klassieke componisten zoals Richard Wagner en Antonín Dvořák, snelle drums (blastbeats) en agressieve gitaren en de symfonische synthesizer. De nummers "Progenies of the great Apocalypse" en "Eradication instincts defined" zijn zelfs opgenomen in samenwerking met een orkest.

De eerste twee albums waren in het Noors gezongen, maar omdat deze albums zo'n doorslaand succes waren (de single Inn I Evighetens Mørke was binnen een week uitverkocht) en veel van de fans geen Noors spraken, werd er na de release van het album Stormblåst meer in het Engels gezongen. Er wordt wel nog steeds een klein aantal nummers in het Noors gemaakt. Dimmu Borgir kenmerkt zich ook door lange en ingewikkelde namen voor hun nummers en albums te maken, bijvoorbeeld het nummer Progenies of the great apocalypse en Raabjørn Speiler Draugheimens Skodde.
Dimmu Borgir heeft op 7 november 2005 een opnieuw opgenomen versie van Stormblåst uitgebracht, en in 2007 werd er een geheel nieuw album uitgebracht. In Sorte Diaboli is op 27 april 2007 uitgebracht.
Op 2 oktober 2008 brengt de band een dubbel-dvd met als titel The Invaluable Darkness Tour uit met daarop het optreden op Wacken Open Air 2007 en optredens van de voorbije wereldtournee.
Drummer Hellhammer heeft de band verlaten. Reden van zijn vertrek is dat hij de nummers live niet naar het gewenste niveau kan brengen. Bovendien heeft hij een nek-en schouderblessure gehad, waardoor hij anders heeft moeten leren drummen. Zijn vervanger is de Poolse drummer van de band Vader, Dariusz "Daray" Brzozowski. Hij zal de vaste drummer gaan worden.
In 2009 werd bekend dat ICS Vortex en Mustis de band hebben verlaten.
Op 18 augustus 2024 maakt Galder (Thomas Rune Andersen) op zijn instagram pagina bekend dat hij de band verlaat. Hij speelde zijn laatste optreden met Dimmu Borgir op 17 augustus 2024 tijdens Dynamo Metal Fest in Eindhoven.

## Samenstelling
Huidige bandleden (2009):
- Stian Thoresen (Shagrath) (1993-heden): Zang (grunts en screams), eerder ook gitaar, keyboard en drums
- Sven Atle Kopperud ((Erkekjetter) Silenoz)) (1993-heden): Slaggitaar
- Dariusz Brzozowski (Daray) (2008-heden): Drums
- Geir Bratland (Gerlioz) (2010-heden): Keyboard
- Victor Brandt (2018-heden): Basgitaar

Vroegere bandleden:
- Simen Hestnæs (ICS Vortex) (2000-2009): Basgitaar en Clean Voice ("normale" zang) (zingt ook in de band Arcturus en Borknagar)
- Øyvind Mustaparta (Mustis) (1998-2009): Keyboard
- Brynjard Tristan (Ivar Tristan Lundsten) (1993-1996): Basgitaar
- Stian Aarstad (1993-1997): Keyboards, piano
- Kenneth Åkesson (Tjodalv) (1993-1999): Drums
- Jens Petter (1996-1997): Gitaar
- Stian Arnesen (Nagash) (1997-1999): Basgitaar
- Jamie Stinson (Astennu) (1997-2000): Gitaar
- Lars Haider (Archon) (2000): Gitaar
- Nicholas Barker (1999-2004): Drums (speelt ook in de band Old Man's Child)
- Reno Kiilerich (2004-2005): Drums (alleen live)
- Tony Laureano (2005): Drums (alleen live)
- Jan Axel Blomberg (Hellhammer): Drums (alleen op Stormblåst 2005 en In Sorte Diaboli) (speelt ook in de band Mayhem)
- Thomas Rune Andersen (Galder) (2000-2024): Leadgitaar (speelt ook in de band Old Man's Child)

## Discografie
- 1994 - Inn I Evighetens Mørke (ep)
- 1994 - For All Tid
- 1996 - Stormblåst
- 1996 - Devil's Path (ep)
- 1997 - Enthrone Darkness Triumphant
- 1998 - Godless Savage Garden (ep)
- 1999 - Spiritual Black Dimensions
- 2001 - Puritanical Euphoric Misanthropia
- 2001 - Alive In Torment (ep)
- 2002 - World Misanthropy (ep)
- 2003 - Death Cult Armageddon
- 2005 - Stormblåst (RE) 2005
- 2006 - Godless Savage Garden (luxe-editie)
- 2007 - In Sorte Diaboli
- 2008 - The Invaluable Darkness (dvd)
- 2010 - Abrahadabra
- 2018 - Eonian

## Hitlijsten

### Albums
| Album met eventuele hitnotering(en) in de Nederlandse Album Top 100 | Datum van verschijnen | Datum van binnenkomst | Hoogste positie | Aantal weken | Opmerkingen |
| ------------------------------------------------------------------- | --------------------- | --------------------- | --------------- | ------------ | ----------- |
| Godless Savage Garden                                               | 1998                  | 01-08-1998            | 98              | 1            |             |
| Spiritual black dimensions                                          | 1999                  | 27-03-1999            | 94              | 1            |             |
| Puritanical euporic misanthropia                                    | 2001                  | 24-03-2001            | 71              | 2            |             |
| Death cult armageddon                                               | 2003                  | 20-09-2003            | 42              | 5            |             |
| In sorte diaboli                                                    | 27-04-2007            | 05-05-2007            | 37              | 4            |             |
| Abrahadabra                                                         | 24-09-2010            | 02-10-2010            | 100             | 1            |             |
| Eonian                                                              | 04-05-2018            | 12-05-2018            | 64              | 1            |             |

| Album met hitnotering(en) in de Vlaamse Ultratop 200 albums | Datum van verschijnen | Datum van binnenkomst | Hoogste positie | Aantal weken | Opmerkingen |
| ----------------------------------------------------------- | --------------------- | --------------------- | --------------- | ------------ | ----------- |
| In sorte diaboli                                            | 2007                  | 12-05-2007            | 47              | 3            |             |
| Abrahadabra                                                 | 2010                  | 09-10-2010            | 41              | 2*           |             |

### Dvd's
| Muziek-dvd met eventuele hitnotering(en) in de Nederlandse Muziek Dvd Top 30 | Datum van verschijnen | Datum van binnenkomst | Hoogste positie | Aantal weken | Opmerkingen                       |
| ---------------------------------------------------------------------------- | --------------------- | --------------------- | --------------- | ------------ | --------------------------------- |
| Forces of the northern night                                                 | 2017                  | 06-05-2017            | 13              | 2            | met The Norwegian Radio Orchestra |